# 8690 Swindle
8690 Swindle este un asteroid din centura principală de asteroizi.

## Descriere
8690 Swindle este un asteroid din centura principală de asteroizi. A fost descoperit pe 24 septembrie 1992 la Kitt Peak National Observatory în cadrul proiectului Spacewatch. Asteroidul prezintă o orbită caracterizată de o semiaxă mare de 2,39 ua, o excentricitate de 0,17 și o înclinație de 1,9° în raport cu ecliptica.